# Liber Pontificalis
Liber Pontificalis eller Pavernes Bog er en af de væsentlige kilder vedrørende den tidlige middelalders historie, men den er også genstand for stor skepsis i den henseende.
På det umiddelbare plan er bogen en samling kortfattede biografiske registreringer af de første paver op til slutningen af det 10. århundrede nævnt i kronologisk rækkefølge. Hver af registreringerne består af pavens regeringstid i antal år (og herudfra kan årstallene udledes), deres fødselssted og forældre, de samtidige kejsere, indsats med hensyn til byggeri (specielt vedrørende romerske kirker), udnævnelser, vigtigste erklæringer, begravelsessted og tiden indtil næste pave var valgt og indviet. Imidlertid vanskeliggør måden, den blev til på, at man kan fæste ordentlig lid til bogen som historisk dokumentation.
Liber Pontificalis er skrevet af underordnede embedsmænd ved paveretten, og der er fundet eksempler på forvanskninger, udeladelser og forfalskninger. Registreringerne for de første tre århundreder er derfor nok først og fremmest interessante for historikere som eksempler på, hvad man i det 5. århundrede vidste om den tidligste katolske kirke. Fra det 4. århundrede og frem er skribenterne på mere sikker grund, selv om der stadig kan findes fejl og mangler. Granskning af teksten lader formode, at der fandtes to tidlige versioner fra før belejringen af Rom i 546, men herefter er der tale om et enkelt eksemplar. Fra begyndelsen af det 7. århundrede (omkring tiden for Pave Honorius 1.s indsættelse) og frem indtil indsættelsen af Pave Hadrian 2. er registreringerne skrevet i samtiden kort efter hver paves død og dermed rimeligt præcise, når man ser bort fra de enkelte skribenters holdninger.
Fortsættelser af Liber Pontificalis blev senere lavet og fører beretningerne om paverne videre fra omkring 1100 til midten af det 15. århundrede, men kvaliteten heraf er meget varierende.
De mange skribenters arbejde over lang tid komplicerede arbejdet med at lave udgaver af værket til videnskabelige formål. Mod slutningen af det 19. århundrede gjorde Louis Duchesne og Theodor Mommsen begge forsøget, men Mommsens udgave er dog ikke komplet. I det 20. århundrede er der udkommet oversatte og kommenterede udgaver, hvor vægten af kommentarerne har gået på den historiske troværdighed af beskrivelserne.